# Крилати врчоноша
Крилати врчоноша (лат. Nepenthes alata) је вишегодишња инсективорна биљка. Ендемит је Филипина и изузетно је полиморфан, тако да је његова таксономија подложна ревизији.